# Chasan Chalmurzajev
Chasan Magometovitj Chalmurzajev (ryska:Хасан Магометович Халмурзаев), född 9 oktober 1993 i Nazran i Ingusjien, är en rysk judoutövare. Han tog en guldmedalj i halv mellanvikt vid de olympiska judotävlingarna 2016 i Rio de Janeiro.
Han har även tagit en bronsmedalj vid världsmästerskapen 2017 samt en guldmedalj vid EM 2016.